# Азларов, Турсун Абдурахимович
Турсун Абдурахимович Азларов (16.02.1938 — 27.01.2012) — советский и узбекистанский учёный, академик АН Республики Узбекистан (2000).

## Биография
Родился 15 февраля 1938 года в Ташкенте. Член КПСС в 1964—1991.
Окончил среднюю школу (1955, с золотой медалью), физико-математический факультет Среднеазиатского (Ташкентского) государственного университета (1960, с отличием) и его аспирантуру (1963).
В 1963 г. защитил кандидатскую диссертацию и до 1970 г. работал там же на кафедре теории вероятностей и математической статистики.
С 1970 по 1985 г. в Институте математики имени В. И. Романовского АН Республики Узбекистан: старший научный сотрудник, с 1972 г. заведующий отделом.
В 1973 г. защитил докторскую диссертацию.
По совместительству преподавал и вёл научную деятельность в ТашГУ: декан факультета прикладной математики и механики (1974—1976), с 1976 г. профессор кафедры теории вероятностей и математической статистики.
С 1985 г. в ТашГУ (Национальный Университет Узбекистана) на постоянной основе: заведующий открывшейся по его инициативе кафедрой прикладной статистики и исследования операций (1985—1992) и снова декан факультета ПММ (1988—1992).
В 1992—1995 гг. заместитель председателя ВАК при Кабинете министров Республики Узбекистан. С 1995 г. по 2006 г. заведующий кафедрой теории вероятностей и математической статистики Национального университета Узбекистана и по совместительству главный научный сотрудник Института математики АН Республики Узбекистан.
Автор научных трудов по теории вероятностей и математической статистике.
Доктор физико-математических наук (1973), профессор (1974). Член-корреспондент АН Узбекской ССР (1979). Академик АН Республики Узбекистан (2000) (вычислительная математика).
Государственная премия УзССР им. Бируни (1973).
Сочинения:
- О равномерных локальных предельных теоремах : диссертация … кандидата физико-математических наук : 01.00.00. — Ташкент, 1963. — 47 с.
- Исследования по математической теории массового обслуживания : диссертация … доктора физико-математических наук : 01.00.00. — Ташкент, 1972. — 256 с.
- Математический анализ : [Учеб. пособие для ун-тов и пед. ин-тов] / Т. Азларов, Х. Мансуров. — Ташкент : Укитувчи, 1986-. — 22 см. Ч. 2. — Ташкент : Укитувчи, 1989. — 439 с. : ил.; ISBN 5-645-00480-9
- Характеризационные задачи, связанные с показательным распределением / Т. А. Азларов, Н. А. Володин; Отв. ред. С. Х. Сираждинов. — Ташкент : Фан, 1982. — 98 с.; 22 см.
- Аддитивные задачи с растущим числом слагаемых [Текст] / С. Х. Сираждинов, Т. А. Азларов, Т. М. Зупаров ; АН УзССР, Ин-т математики им. В. И. Романовского. — Ташкент : Фан, 1975. — 162 с.; 21 см.